# 롭 아처
롭 아처(Rob Archer, 1975년 8월 9일 ~ )는 캐나다의 영화배우, 모델, 텔레비전 배우이다.
캐나다에서 태어났다.

## 방송
- 디파이언스 시즌2
- 로스트 걸 시즌4
- 디파이언스 시즌1
- 로스트 걸 시즌3

## 영화
- 웨이크필드 프로젝트 (2019년)
- 베스와 베라 (2018년) - 뚱뚱한 남자 역
- 언더커버 그랜파 (2016년)
- 어 크리스마스 호러 스토리 (2015년)
- 픽셀 (2015년)